# 세종 임난수 은행나무
세종 임난수 은행나무(世宗 林蘭秀 은행나무)는 세종특별자치시 세종동에 있는 조선시대에 심은 은행나무이다. 2012년 12월 31일 대한민국 세종특별자치시의 기념물 제8호 연기 세종리 은행나무라는 이름으로 지정되었다가, 2022년 5월 12일 대한민국의 천연기념물로 승격 지정되면서 현재의 이름으로 바뀌었다.

## 개요
이 은행나무는 고려말 탐라(제주도) 정벌에 공을 세우고 공조전서를 지난 임난수(林蘭秀, 1342~1407) 장군이 멸망한 고려를 생각하는 마음으로 심은 것이다.
공은 태조 이성계가 조선을 건국하자 벼슬을 버리고 공주 금강변 삼기촌(三岐村, 현 세종리)에 은거하였는데, 이성계가 여러 번 벼슬을 주어 불렀으나 끝까지 응하지 않고 고려에 대한 절의를 지켰다. 이때 심은 암수 한 쌍의 은행나무가 600여 년이 지난 오늘에까지 무성하게 자라고 있어 충절의 상징으로 여겨지고 있다.
이 은행나무는 나라에 큰 변이 생길 때마다 울었다고 하는데, 1910년 한일합방과 6.25전쟁 때 울었고, 일제 강점기 일본인들이 이 나무를 베려고 하였으나 나무에서 소리가 나 베지 못했다고 한다.

## 참고 자료
- 세종 임난수 은행나무 - 국가유산청 국가유산포털